# Andronic al III-lea Paleologul
Andronic al III-lea Paleologul (Cel Tânăr) (greacă Ανδρόνικος Γ' Παλαιολόγος), (n. 25 martie 1297, Constantinopol, Imperiul Roman de Răsărit – d. 15 iunie 1341, Constantinopol, Imperiul Roman de Răsărit) a fost un împărat bizantin, fiul lui Mihail al IX-lea Paleologul.

## O viață plină de aventuri
El fusese cândva nepotul preferat al împăratului Andronic II.În tinerețe, Paleologul-juniorul manifesta o mare înclinație spre risipă și viața destrăbălată. În cele din urmă, el s-a pomenit înglodat în datorii față de bancherii genovezi, iar scandaloasele lui aventuri amoroase erau cunoscute de toată capitala. Desfrâul prințului a dus la un rezultat trist. Odată, aflând că amanta sa are un admirator misterios, Andronic le-a poruncit slugilor sale să-l nimicească. Într-o noapte întunecoasă, necunoscutul a fost săgetat din arbaletă, în pragul casei femeii disputate. Cel ucis s-a dovedit a fi Manuel Paleologul, moștenitorul tronului și fratele mai mare al lui Andronic. Această întâmplare tragică l-a băgat în mormânt pe Mihail al IX-lea Paleologul, iar împăratul Andronic II, rămânând, dintr-o dată și fără fiu și fără moștenitor, i-a întors spatele celui vinovat de moartea lor.El a pus, în preajma nepotului său, un supraveghetor oficial-generalul Syrgiannes. Acesta din urmă fusese cândva nedreptățit de basileu și a început să-l incite pe pupilul său la răscoală. Acela, mistuit de setea de putere, s-a lăsat înduplecat cu ușurință.

## Războiul civil
În primăvara anului 1321, izbutind cu greu să scape de închisoare, moștenitorul a fugit din capitală la Adrianopol și i-a pus bunicului său un șir de condiții. El a cerut, pentru sine, puteri depline în nordul Traciei și bani, obligându-se, în schimb, să apere hotarele Bizanțului de sârbi și de bulgari. Andronic cel Tânăr a fost sprijinit de nobilimea militară a Imperiului: domesticul Apusului, Alexios Apokaukos, Syrgiannes, guvernatorul Macedoniei apusene, Theodor Synadenos, și, în sfârșit, unul dintre cei mai influenți magnați din țară, marele domestic Ioan Cantacuzino. De partea lui Andronic cel Tânăr s-au situat și locuitorii Traciei, deoarece rebelii anulaseră impozitele mari, introduse de împărat.Pomenindu-se într-o situație fără ieșire, Andronic II a acceptat. În curând, între răzvrătiți au apărut disensiuni, în urma cărora Syrgiannes, cu forțe impunătoare, s-a întors la Constantinoopol. Punându-și nădejdea în oștirea transfugului, Andronic cel Bătrân a prins curaj și a refuzat să respecte condițiile păcii încheiate cu nepotul său. Însă, în primăvara anului 1322, împăratul pierduse deja aproape toată Tracia și Macedonia. Paleologul cel Tânăr a pus mîna și pe Thessalonic.
În vara anului 1322, bunicul și nepotul s-au împăcat și, în urma înțelegerii reciproce dintre Paleologi, dublul dezertor, Syrgiannes, s-a pomenit în temniță. Andronic cel Tânăr, care a primit 36 000 de hyperperi pentru sine și 45 000-pentru armata sa, a pus, la hotarele Imperiului, o stavilă de nădejde în calea vecinilor de la nord, iar în 1324 s-a răfuit cu o hoardă de tătari, care încercase să forțeze Dunărea. Într-o ciocnire cu inamicul, el a fost grav rănit.
În anul 1325, Andronic II l-a asociat la domnie pe nepotul său. După ce i s-au vindecat rănile, tânărul împărat s-a apucat de vânătoare și de alte distracții. El întreținea o mie de vânători călări, iar visteria nu avea suficiente resurse pentru a asigura cu toate cele necesare tre mii de Kaballarioi și 20 de corăbii de război! Orgiile lui Andronic III au secătuit repede punga acestuia și armata din Tracia a început să îndure foame. Autocratorul a refuzat categoric să plătească zaiafeturile asociatului său ușuratic și, atunci, acesta a condus trupele subordonate lui spre Constantinopol. Locuitorii capitalei și au arătat atât de clar lipsa lor de dorință de a le permite răzvrătiților să intre în oraș, încât Andronic III a bătut în retragere. Între oștirile celor doi împărați au reînceput ciocnirile. Împărații făceau schimb de invective-cel tânăr zicea că bunicul său nu este în stare să apere țara de dușmani, iar cel bătrân se revolta că este nevoit să aibă de-a face cu un asociat, care nu vrea să știe de nimic, în afară de distracțiile cu păsări și câini de vânătoare.
La 22 mai 1328, Andronic III s-a apropiat de capitală. În noaptea de 24 mai, partizanii lui din interiorul orașului au deschis porțile și, în timp ce Andronic II, liniștit de vorbele lui Theodor Metochites, se culca să doarmă, soldații rudei și dușmanului său pășeau deja pe strada Mese.

## Începuturile domniei
Ajungând autocrator, Andronic III a dat frâu liber înclinațiilor sale. În ciuda unei anumite culturi și a inteligenței sale, el era un om nestăpânit și violent. Fiind un spirit războinic, el a condus personal în luptă cavaleria nu o singură dată, iar pe monedele sale a poruncit să fie reprezentat în armură. Andronic III se simțea stingherit de eticheta curții, era foarte înfumurat și credea în bunăvoința lui Dumnezeu față de dânsul până într-atât, încât, lăsându-se în nădejdea acesteia, renunțase la serviciile gărzii personale. El irosea pentru vânătoare circa 15 000 de hyperperi anual (după moartea lui Andronic, Ioan VI a desființat aceste cheltuieli).
Împăratul a împărțit conducerea reală a țării între el și Cantacuzini-Ioan și mama acestuia, Theodora. Peste un an după luarea puterii, Basileul a plecat la Răsărit, ca să salveze Niceea, care era asediată de turcii emirului otoman Orkhan. La 10 iunie 1329, în bătălia de la Philocrene, în Asia Mică, oștirea lui Andronic III a fost zdrobită. Ce-i drept, la înapoiere, împăratul a reușit să se consolideze pe insula Chios.

## Reforma Justiției
Criza financiară era mai gravă ca oricând, iar valoarea Hyperperului se diminuase în anii războiului civil. Totodată, noua conducere efectua reforma Dreptului. 
Corupția tribunalelor bizantine îl determinase pe Andronic al II-lea să întreprindă o reformă a justiției. În 1296, el instituise la Constantinopol un colegiu de 12 judecători, compus din membrii înaltului cler și din demnitari civili, care constituia cea mai înaltă instanță juridică și trebuia să contribuie la triumful justiției. Rezultatele vor fi dezamăgitoare. Curtea Supremă de Justiție nou creată își va suspenda activitatea. Andronic al III lea crea în 1329 un nou colegiu judecătoresc compus din patru membri, doi clerici și doi laici. Dotați cu competență foarte extinsă, cei 4 judecători generali ai romanilor, erau însărcinați cu controlul administrării justiției în întregul imperiu. Sentințele lor erau definitive și fără apel (Andronic al III-lea va cunoaște însă o mare deziluzie din partea celor patru. Din 1337, trei dintre ei, corupți, erau condamnați la exil).Instituția judecătorilor generali nu-și va mai înceta activitatea. Ea va supraviețui până la căderea imperiului, suferind pe parcurs transformări ce răspundeau nevoilor practice. Cei patru judecători nu puteau asista mereu la procesele provinciale, sentința fiind dată în numele colegiului de unul dintre ei. Ca urmare a destinderii legăturilor dintre diversele partide din imperiu, care se va accentua începând de la mijlocul secolului al XIV-lea, sistemul mult prea centralizat al justiției trebuia să lase locul unei organizări mai simple. Pe lângă judecătorii generali de la Constantinopol, apar judecătorii generali locali în Thessalonic, Moreea, Lemnos. O trăsătură caracteristică justiției din timpul Paleologilor este participarea importantă a clerului la exercițiul justiției seculare. Influența Bisericii asupra tribunalelor este cu atât mai mare cu cât există, în afară curții de justiție imperială a judecătorilor generali cu cei doi membri ecleziastici, o curte de justiție ecleziastică a patriarhului, colaborând cu prima, ajutând-o și completând-o.

## Politica externă
Situația externă se caracterizează prin progresul crescând al otomanilor în Asia Mică și a sârbilor în Macedonia, ca și prin slăbirea continuă a statelor dizidente grecești și latine. Atunci când Bizanțul se arată neputincios în fața otomanilor și a sârbilor, el obține anumite succese în Grecia de Nord și în Marea Egee; ajutorul selgiucizilor este și el prezent. O trăsătură caracteristică a politicii noii guvernări este colaborarea lui Ioan Cantacuzino cu emirii selgiucizi, ce se simt la fel de amenințați de expansiunea otomană. Guvernarea caută să se elibereze de alianța cu genovezii pentru a-și recupera independența militară și comercială. Flota imperială trebuia întărită, iar construcțiile navale vor trece pe primul plan în preocupările împăratului Andronic al III-lea și ale marelui domestic Ioan Cantacuzino. Cum mijloacele imperiului nu erau de ajuns, Ioan și alți magnați contribuiau de acum cu mijloace proprii la construcțiile navale. Dar această metodă avea ca efect plasarea statului și a armatei sale sub dependența financiară a aristocraților din imperiu.
Întărirea regatului sârb apropia Bizanțul și Bulgaria. Tulburarea produsă între Andronic al III-lea și fratele său vitreg bulgar la sfârșitul războiului civil bizantin își va găsi ecoul în violarea frontierelor și raziile de o parte și de cealaltă. Dar pacea era imediat restabilită și era semnat un tratat îndreptat împotriva Serbiei. La 28 iulie 1330, la Velbujd (Küstendil), Serbia și Bulgaria intrau în conflict, împăratul repliindu-se la vestea înfrângerii aliatului său. Armata bulgară era nimicită, țarul Mihail Șișman fiind omorât în luptă. Regele sârbilor restabilea pe tronul de la Târnovo pe sora sa Anna și pe fiul acesteia, Ioan Ștefan (în timp ce sora lui Andronic, Theodora, fugea).
Bătălia de la Velbujd reprezintă începutul hegemoniei sârbe în Balcani și marchează o schimbare în destinele țărilor balcanice.Ea aduce decizia în război pentru Macedonia și pune fundamentele hegemoniei sârbești, sub semnul căreia se va derula în deceniile următoare evoluția Sud Estului european. Andronic al III-lea încerca să profite de înfrângerea aliatului său bulgar. Sub pretextul răzbunării surorii sale Theodora, el cucerea mai multe teritorii la frontiera bizantino bulgară și porturile Mesembria și Anchialos. Un nou reviriment se producea astfel în Bulgaria și, apoi, în Serbia. Bulgarii alungau pe țarina Anna și pe fiul său și așezau pe tron pe nepotul lui Mihail Șișman, Ioan Alexandru (1331-1371). În Serbia, nobilimea se ridica contra regelui Ștefan Decianski și acorda puterea fiului său, Ștefan Dușan (1331-1335). Cei doi suverani încheiau pace și încheiau o alianță antibizantină, care era întărită prin căsătoria lui Dușan cu sora țarului, Elena. Ioan Alexandru relua războiul contra Bizanțului și reușea să recucerească orașele ocupate de Andronic, consacrându-și frontierele printr-un tratat (1332). Cât despre aristocrații sârbi, după ce l-au asasinat pe bătrânul rege, vor intra ca și cuceritori în teritoriul bizantin sub conducerea noului lor suveran.
De-a lungul întregii sale domnii, Dușan încarna expansiunea marii nobilimi sârbești, care profita de descompunerea Imperiului bizantin pentru a cuceri noi pământuri. Dificultățile interne ale Imperiului bizantin vor contribui într-o măsură crescândă la aceste cuceriri. În primăvara anului 1334, Syrgiannes se pune în serviciul suveranului sârb (Syrgiannes, care jucase în timpul războiului civil bizantin marele rol în cele două tabere, care se refugiase din Constantinopol în Galata, în Eubeea, în Albania, apărând în final la curtea lui Dușan). Acest om energic aducea regelui sârb cele mai mari servicii în lupta sa contra Imperiuluibizantin. Din această epocă decad locurile bizantine cele mai importante din Macedonia, ca Ochrida, Prilep, Strumitza, Kastoria, Vodena. Erau necesare apărări puternice în Thessalonic pentru a opri avansarea victorioasă a regelui sârbilor.În final un apropiat al împăratului reușea să-l asasineze pe Syrgianes, iar Dușan accepta în august 1334 ofertele de pace ale împăratului bizantin, căci regatul său era amenințat în nord de o invazie a ungurilor. Bizanțul trebuia în această circumstanță să fie prevăzător căci Dușan nu păstra decât o parte a cuceririlor sale. 
Dacă Europa era doar la începutul catastrofei, în Asia tragedia era deja la ultimul act. Andronic III și Ioan Cantacuzino, încercau să se opună fatalității. Peste un an după luarea puterii, în 1329, Basileul a plecat la Răsărit cu o forță de 2000 de oameni ca să salveze Niceea, care era asediată de turcii emirului otoman Orkhan. La 10 iunie 1329, în bătălia de la Philocrene, în Asia Mică, oștirea lui Andronic III a fost zdrobită. Ce-i drept, la înapoiere, împăratul a reușit să se consolideze pe insula Chios. La 2 martie 1331, Orkhan a cucerit orașul care, cu două generații mai devreme,era încă centrul lumii bizantine. Nicomedia, în vara anului 1337, cădea în mâinile otomanilor. Nu mai rămâneau în Asia Mică decât orașe izolate aparținând imperiului, foarte distanțate unele de altele, ca Philadelphia și Heracleea Pontului. Bizantinii vor reuși să se mențină în marea turcească încă zece ani, dar aceasta nu va avea nici o repercusiune asupra evenimentelor. După cucerirea coastei bthyniene, otomanii vor începe să ia calea mării și să lanseze atacuri contra litoralului european al imperiului și, dacă Andronic al III-lea reușea încă să respingă atacurile, marile pericole erau la orizont.
Otomanii erau din ce în ce mai puternici în nordul Mării Egee, iar selgiucizii emiratelor de coastă din Asia Mică se dezvoltau în partea meridională. Atacurile lor vizau mai ales pe latini, care comandau acest sector maritim; ele nu atingeau decât în mică măsură pe bizantini, ale căror posesiuni insulare se limitau la coasta Thraciei și a Asiei Mici.Apărea astfel ideea unei cooperări între selgiucizi și Bizantini. Cu ajutorul emiratelor selgiucide care trebuiau să combată pe otomani și latini, Andronic și Cantacuzino își vor consolida, datorită noii lor flote, poziția maritimă din Bizanț. În 1329, flota imperială apărea în insula Chios, care se găsea sub dominația familiei genoveze Zaccaria și care, după ce recunoscuse la început suveranitatea imperială, se separase apoi de imperiu. Această insulă importantă era cucerită și rămânea până în 1346 sub puterea imperiului. Împăratul reușea, cu ajutorul eficace al emirilor selgiucizi vecini, să impună recunoașterea suveranității bizantine în Philokrena, care se găsea și ea sub dominația genoveză și salva Lesbos de tentativele de cucerire ale puterilor occidentale. Cele mai importante succese ale imperiului erau repurtate în Thessalia și în Epir. După moartea celui mai puternic dintre despoții thessalieni, Stefan Gabrielopulos Melissenos (mort în 1333), țara intra în plin haos. Guvernatorul imperial al Thessalonicului, Ioan Monomachos, se precipita aici, imediat urmat de împăratul însuși, iar partea septentrională a Thessaliei, până la frontiera catalană, era imediat încorporată Imperiului Bizantin. Triburile albaneze care se stabiliseră în Thessalia și reușiseră să-și păstreze până atunci independența se supuneau împăratului. Despotul Epirului, Ioan Orsini (1323-1335), care încercase să cucerească partea occidentală a Thessaliei, era alungat și trebuia să evacueze teritoriul. Acum, când Thessalia era anexată, trebuia urgent rezolvată problema epirotă. Luptele neîncetate, pretențiile rivale și atacurile continue ale vecinilor determinau o agitație profundă în regiunea Epirului, iar căderea despotatului nu era decât o chestiune de timp. Victoria bizantinilor la Arta grăbea finalul acestuia. Despotul Ioan era otrăvit de soția sa; Anna, care prelua regența în numele fiului său Nikephor al II-lea, deschidea negocierile cu împăratul. În fruntea unei puternice armate, al cărui nucleu era format din trupe turcești, Andronic și Cantacuzino vor traversa Thessalia și obțineau supunerea despotatului Albaniei (1337). Epirul și Acarnania erau și ele încorporate imperiului, după 130 de ani de secesiune. (Anna calculase greșit: ea scontase că recunoscând suzeranitatea bizantină, va continua să domnească peste țară, în numele fiului său, dar împăratul nu voia să audă de menținerea puterii vechii dinastii a despoților, care era legată de tradițiile autonomiei politice a Epirului. Administrația țării era încredințată protostratorului Synadenos în calitate de guvernator imperial; (Anna și Nikephor se vor instala la Thessalonic, cu câștigul unei rezidențe și a bunurilor).
Dar puterile occidentale care aveau interese în regiunea epirotă căutau să subtilizeze imperiului acest succes. Ele dispuneau de un instrument în persoana lui Nikephor, care se simțea frustrat și pe care-l puteau îndrepta împotriva lui Andronic al III-lea Paleologul. În timpul mandatului de împărăteasă latină titulară, Catherine de Valois, care domnea atunci asupra principatului Achaiei, guvernatorul angevin din Dyrrachion (Dyrrachium) declanșa o revoltă în numele despotului detronat. Nikephor al II-lea era proclamat la Arta, iar protostratorul Synadenos era făcut prizonier. Dar, doar câteva orașe se ridicau, marea majoritate a țării rămânând fidelă împăratului grec. Deoarece în primăvara anului 1340, Andronic al III-lea și Ioan Cantacuzino apăreau cu o mică armată, mișcarea revoluționară era reprimată. Nikephor câștiga titlul de panhypersebastos și se logodea cu o fiică a lui Cantacuzino în schimbul suveranității pierdute. Guvernarea Epirului era acordată lui Ioan Angelos, care se remarcase în represiunea revoltei, acum când Synadenos primea guvernarea Thessalonicului. Una dintre urmările cele mai grave ale catastrofei bizantine din anul 1204 părea acum lichidată. Existau încă multe principate latine în Grecia, dar nu mai existau principate grecești dizidente în Peninsula Balcanică: vechile state separatiste erau reunite imperiului sub formă de provincii. 
În anul 1336, Paleologul a poruncit să fie dărâmate fortificațiile Galatei. Însă aceste succese erau efemere. Vecinii, în primul rând, sârbii, tulburau mereu posesiunile din Europa ale Imperiului, iar, pe celălalt mal al Propontidei, cumplitul stat otoman prindea puteri, cu fiecare an, și, în pofida zdrobirii unei expediții militare de proporții a turcilor, în 1337, incursiunile acestora în Tracia au devenit sistematice. Groparul Imperiului romeilor se pregătea să pășească în Europa...

## Ultimii ani de viață
În atmosfera de sărăcie permanentă, războaie și răzmerițe, în viața intelectuală a Bizanțului a căpătat precumpănire misticismul, în una dintre formele sale europene cele mai desăvârșite-isihasmul (din grecește ήσσυχία-liniște, tihnă, însingurare). Izvoarele acestei doctrine și practici ascetice au luat naștere încă în evul mediu timpuriu, în mănăstirile din Egipt și Siria. La începutul secolului XIV, călugărul Georgios Sinaitul a reînviat isihasmul la Athos. Drept bază pentru practica isihasmului servea ideea cufundării în sine, pentru a putea vedea energiile lui Dumnezeu prin iluminarea mistică. La această stare se ajungea prin mijlocirea unei rugăciuni îndelungate, repetate în minte de multe ori la rând, combinată cu o anumită poziție, controlul respirației și al circulației sângelui, ceea ce apropia isihasmul târziu de yoga. Înflăcăratul discipol al Sinaitului, Grigore Palamas (1296-1354), apogeul activității căruia a coincis cu sfârșitul domniei lui Andronic III, i-a dat acestei învățături o bază teoretică. Pornind de la practica asceților isihaști, Grigore a elaborat un complicat sistem teologico filozofic-palamismul, care a determinat, în multe privințe, orientarea intelectuală a ortodoxiei. 
Palamas și discipolii săi-palamiții-au fost criticați, de pe pozițiile raționalismului, de către Varlaam, originar din Calabria (1290-1359). Varlaam de Calabria, matematician de vază, care a readus la viață, de pildă, metoda notării prin litere a mărimilor numerice, inventată de Leon, a fost și un filozof, care i-a influențat pe primii umaniști italieni-Petrarca și Boccacio. Apărând primatul rațiunii față de credință, Varlaam s-a năpustit asupra isihasmului. Însă, în dezbaterile care au avut loc la sinodul din Constantinopol, în 1341, Palamas a repurtat o victorie convingătoare asupra lui Varlaam.
Andronic III a murit la 15 iunie 1341, lăsându-i tronul fiului său, Ioan V, iar tutela încredințând-o soției sale, Anna de Savoia, și lui Ioan Cantacuzino.